# Dinarolacerta
Dinarolacerta – rodzaj jaszczurek z rodziny jaszczurkowatych (Lacertidae).

## Zasięg występowania
Rodzaj obejmuje gatunki występujące w Chorwacji, Bośni i Hercegowinie, Czarnogórze i Albanii. 

## Systematyka

### Etymologia
Dinarolacerta (rodz. żeński): Góry Dynarskie, łańcuch górski na Półwyspie Bałkańskim; łac. lacerta „jaszczurka”.

### Podział systematyczny
Do rodzaju należą następujące gatunki: 
- Dinarolacerta montenegrina
- Dinarolacerta mosorensis – jaszczurka mosorska